# Grúa 82
La grúa 82 está ubicada en la ciudad de San Antonio en la región de Valparaíso, Chile. Se trajo en Chile en 1911 desde Francia. Construida en acero, levantaba un peso de 22 toneladas y por cada hora activa consumía 60 kilos de carbón. Fue declarado Monumento Nacional de Chile, en la categoría de Monumento Histórico, mediante el Decreto Exento n.º 465, del 2 de agosto de 1995.

## Historia
La historia de la grúa está vinculada a la construcción del puerto de San Antonio, que ocurrió entre 1910 y 1915. La grúa se fabricó en 1911 en Lyon, Francia, por la empresa A. Pinguely. El mismo año la firma Galtier la lleva a Chile, la misma compañía que se encargó de la construcción del puerto. El 5 de mayo de 1912 la grúa 82 colocó la primera piedra del puerto, en una ceremonia a la que asistió el presidente de la república Ramón Barros Luco. En 1967, la caldera de la grúa explotó, pero siguió funcionando hasta 1990, cuando fue reemplazada por una de características similares. En 1962 la Empresa Portuaria de Chile cedió la concesión de 4900 metros cuadrados del puerto a la Cooperativa de Pescadores de San Antonio, en los cuales se encuentra la grúa, que terminó siendo comprada por la Cooperativa. Producto del óxido y el desgaste, los fierros han perdido peso, por lo que al operarla es necesario vigilar que no se desestabilice y caiga al mar.
El nombre con el que se la conoce proviene del número de inventario asignado a la maquinaria que se usó en el puerto entre los años 1912 y 1918. En toda su vida útil la grúa ha sido manejada por solo tres personas. En 2009 la grúa es reparada por la Empresa Portuaria San Antonio en colaboración con la fábrica de aceros Carlos Herrera.

## Descripción
La grúa 82 está ubicada, al final del Paseo Bellamar, en el sector Puertecito de San Antonio. Está construida de acero y funciona mediante un motor a vapor alimentado por una caldera de carbón. Es capaz de levantar un peso aproximado de 22 toneladas y, en el momento en que se instaló, gastaba 60 kilos de carbón por cada hora de operación. Originalmente utilizaba cadenas para levantar la carga, pero estas fueron reemplazadas por cables de acero. Se desplazaba sobre rieles con un motor autónomo que accionaba dos de las seis ruedas que posee, sin embargo, actualmente permanece fijado al suelo.